# Johann Henrich von Rhena
Johann Henrich von Rhena (* 13. Juni 1748 in Rhena; † 3. März 1814 ebenda) war ein deutscher Gutsbesitzer, Forstmeister und Politiker.

## Leben
Von Rhena war der Sohn des Herren auf Rhena Johann Jost von Rhena (* 22. Juli 1705 in Rhena; † 25. April 1754 ebenda) und dessen Ehefrau Anna Elisabeth von Rhena (* 14. November 1701 in Rhena; † 12. März 1768 ebenda). Er war evangelisch und heiratete am 8. August / 3. September 1769 in Nijmegen Maria (Catharina) Adiane Verkuijl (* 11. Juni 1749 in Beuningen; † 12. März 1793 in Korbach, begraben in Rhena am 16. März 1793), die Tochter des Kapitäns zur See Huijbert Verkuijl (auch Verkuil) und der Adriana de Munnick.
Die Tochter Friederike Ernestine Caroline (1776–1859) heiratete den Stabs-Capitaine Friedrich von Benning, die Tochter Luise Huberta Marianne (genannt Menonia) (1774–1848) heiratete den Arzt Friedrich Rube (1771–1853). Der Enkel Carl von Benning wurde Landrat und Abgeordneter. Der Enkel Carl Speirmann wurde ebenfalls Abgeordneter.
Rhena war Herr auf Rhena. Er war gemäß Kirchenbuch Rhena „der Letzte des adel. Mannesstammes zu Rhena“ und stand als Forstmeister in Waldeckischen Diensten. Bereits vor 1814 und bis zum 3. März 1814 war er für die Ritterschaft und das Gut Rhena Mitglied des Landstandes des Fürstentums Waldeck.